# The Dodos
The Dodos  és un grup d'indie rock americà originari de San Francisco, formats per Meric Long i Logan Kroeber.

## Membres
- Meric Long (guitarra elèctrica, veus)
- Logan Kroeber (bateria)

## Discografia

### Àlbums
- Dodo Bird Meric Long (2005)
- Beware of the Maniacs (Frenchkiss Records/Wichita Recordings, 2006)
- Visiter (2008) (Frenchkiss Records/Wichita Recordings, 2006)
- No Color (2011) (Frenchkiss Records/Wichita Recordings, 2011)
- Carrier (Polyvinyl Records, 2013)
- Individ (Polyvinyl Records, 2015)
- Certainty Waves (Polyvinyl Records, 2018)

### Singles
- Red and Purple (2008)
- Fools (2008)
- Fables (2009)